# F-Klasse (1916)
Die F-Klasse war eine Klasse von 21 U-Booten der Regia Marina. Während des Ersten Weltkrieges stellten die Boote der F-Klasse das Rückgrat der italienischen U-Boot-Waffe in den beiden letzten Kriegsjahren dar.

## Baugeschichte
Die F-Klasse war die fortgeschrittenste Klasse von U-Booten, die von Cesare Laurenti entworfen wurde. Sie folgte der ebenfalls von Laurenti entworfenen und geringfügig kleineren Medusa-Klasse, von der sie auch die Form übernahm. Im Gegensatz zur Medusa-Klasse konnten bei der F-Klasse die Probleme mit der Maschinenanlage von Anfang an durch den Einbau eines leistungsstärkeren Dieselmotors von Fiat behoben werden. Neben der Zuverlässigkeit der Boote waren die niedrigen Produktions- und Unterhaltskosten ein weiterer Vorteil der F-Klasse. Die Boote verfügten über eine gute Manövrierfähigkeit sowohl bei der Über- als auch bei der Unterwasserfahrt und eigneten sich besonders für den Einsatz in der Adria.
Als Nachteil dieser als Zweihüllenboote entworfenen U-Boots-Klasse erwies sich die geringe maximale Tauchtiefe. Innerhalb der Klasse gab es einige bauliche Veränderungen. So war ab dem Boot F 13 das Tiefenruder am Bug unter der Wasserlinie angebracht. Auf einigen der zuletzt in Dienst gestellten Boote wurde außerdem ein Beinschutz aus Metall auf dem Turm montiert, was das Profil dieser Boote wesentlich veränderte.
Drei weitere von der italienischen Marine bestellte Boote (F 22, F 23 und F 24) wurden nach Ende des Ersten Weltkrieges noch vor ihrer Indienststellung an die Seestreitkräfte an die spanische Marine verkauft, die sie als A-Klasse mit den Bezeichnungen A 1, A 2 und A 3 führte. Weitere drei Boote wurden von der Fiat-Werft San Giorgio 1917 an die portugiesische Marine ausgeliefert, die sie nach dem Typboot Foca als Foca-Klasse bezeichnete.

## Boote der Klasse, Einsatz und Verbleib
Die 21 U-Boote der F-Klasse konnten im Ersten Weltkrieg nur geringe Erfolge aufweisen. Sie standen damit im Einklang mit den anderen U-Boot-Klassen der italienischen Marine. Verantwortlich für den Misserfolg waren nicht nur technische Defizite, die vor allem die ersten U-Boot-Klassen aufwiesen, sondern auch operative Fehler des italienischen Admiralität. Lag der Schwerpunkt der italienischen U-Boot-Taktik lange Zeit auf dem statischen Auflauern des Gegners vor den Küsten der Adria, zeigten sich erste kleinere Erfolge, nachdem man dazu übergegangen war, die gegnerischen Schiffe auch auf der Adria zu verfolgen und aufzuspüren.
Die Boote der F-Klasse operierten im Ersten Weltkrieg fast ausschließlich von den Adria-Häfen Ancona, Venedig und Porto Corsini bei Ravenna aus. Einige wurden nach ihrer Indienststellung  kurzzeitig zur U-Jagd auch im Tyrrhenischen Meer eingesetzt. Nach Kriegsende wurden mit der allgemeinen Demobilisierung bereits einige Boote außer Dienst gestellt, andere dienten als Ausbildungsboote. Die letzten Boote der F-Klasse wurden 1935 außer Dienst gestellt.
| Boot | Bauwerft                   | Kiellegung         | Stapellauf         | Indienststellung  | Einsatz und Verbleib |
| ---- | -------------------------- | ------------------ | ------------------ | ----------------- | --- |
| F 1  | Fiat San Giorgio, Muggiano | 27. Mai 1915       | 2. April 1916      | 20. Oktober 1916  | 20 Unternehmungen ohne Feindkontakt; am 2. Juni 1930 außer Dienst gestellt |
| F 2  | Fiat San Giorgio, Muggiano | 3. Juni 1915       | 4. Juni 1916       | 8. September 1916 | 35 Unternehmungen, keine Versenkungen; am 1. Februar 1929 desarmiert. |
| F 3  | Fiat San Giorgio, Muggiano | 27. Mai 1915       | 6. Juli 1916       | 19. Oktober 1916  | 15 Unternehmungen, keine Versenkungen; am 1. November 1929 außer Dienst gestellt. |
| F 4  | Orlando, Livorno           | 8. Juni 1915       | 19. November 1916  | 18. Januar 1917   | Beschoss am 3. April 1917 in den Gewässern vor La Maddalena mit der Bordkanone ein feindliches U-Boot, bevor das gegnerische Boot abtauchte. Am 7. Juli 1917 wurde durch Fehlbedienung der Torpedorohre der Torpedoraum geflutet, worauf das Boot im Hafen von La Spezia unterging. Das Boot konnte zwar gehoben werden, war aber erst kurz vor Kriegsende im Oktober 1918 wieder einsatzbereit und kam zu keinem weiteren Kriegseinsatz. Am 1. September 1919 außer Dienst gestellt. |
| F 5  | Fiat San Giorgio, Muggiano | 23. Mai 1915       | 12. August 1916    | 26. November 1916 | 26 Unternehmungen, keine Versenkungen. Nach dem Waffenstillstand von Villa Giusti war es unter dem Kommando des Oberleutnants zur See und späteren Admirals, Odoardo Somigli, an der Besetzung der Hafenstadt Umago in Istrien durch italienische Truppen beteiligt. F 5 wurde am 20. Juli 1929 außer Dienst gestellt. |
| F 6  | Orlando, Livorno           | 16. Juni 1915      | 4. März 1917       | 1. Mai 1917       | 30 Unternehmungen ohne nennenswerte Erfolge; am 1. August 1935 außer Dienst gestellt. |
| F 7  | Fiat San Giorgio, Muggiano | 1. Juli 1915       | 23. Oktober 1916   | 19. März 1917     | Versenkte am 12. Februar 1918 unter dem Kommando von Kapitänleutnant Mario Falangola bei den Tremiti-Inseln die von der k.u.k. Kriegsmarine als Küstenschutzschiff eingesetzte Pelagosa mit 245 BRT. Am 11. August 1918 wurde das als österreichischer Truppentransporter eingesetzte Dampfschiff Euterpe mit 2300 BRT bei der Insel Pag vor der Küste Dalmatiens versenkt. 453 Menschen starben, 457 konnten gerettet werden. Weitere Angriffe auf gegnerische Schiffe schlugen wegen defekter Torpedos fehl. Am 1. Februar 1928 außer Dienst gestellt. |
| F 8  | Fiat San Giorgio, Muggiano | 12. Juni 1915      | 13. November 1916  | 2. Januar 1917    | Lief am 2. Februar 1917 nach einem Manovrierfehler im Golf von La Spezia bei der Insel Tino auf Grund. Dank des in der Nähe befindlichen und für die brasilianische Marine bestimmten U-Boot-Begleitschiffes Cearà konnte das Boot in kurzer Zeit aus 30 m Tiefe gehoben werden, so dass keine Opfer an Bord zu beklagen waren. Nach der Instandsetzung kam es bei einer Tauchfahrt zu einem Wassereinbruch, so dass das Boot erneut überholt werden musste. Von März bis November 1918 kam F 8 noch auf zehn erfolglose Unternehmungen. Es wurde unmittelbar nach Kriegsende desarmiert und am 1. September 1919 außer Dienst gestellt.                                                                                                 |
| F 9  | Fiat San Giorgio, Muggiano | 3. Juni 1915       | 24. September 1916 | 29. Dezember 1916 | Bei der Überführung von La Spezia in die Adria am 11. März 1917 wurde F 9 zusammen mit F 10 vom Zerstörer Euro der Lampo-Klasse und vom Torpedoboot Airone bei Messina beschossen, nachdem man beide für feindliche U-Boote gehalten hatte. Beiden Booten entgingen durch Alarmtauchen dem Beschuss durch die eigene Seestreitkräfte. Bis Kriegsende kam es auf 16 Unternehmungen, ohne größere Erfolge aufzuweisen. Am 1. August 1928 außer Dienst gestellt. |
| F 10 | Fiat San Giorgio, Muggiano | 31. August 1915    | 19. Oktober 1916   | 29. Dezember 1916 | Überstand ebenfalls wie das Schwesterboot F 9 dem Beschuss durch eigene Schiffe am 11. März 1917 bei Messina. Insgesamt 32 Einsätze in der Adria ohne nennenswerte Erfolge. Am 2. Juni 1930 außer Dienst gestellt. |
| F 11 | Fiat San Giorgio, Muggiano | 17. Juli 1915      | 17. September 1916 | 29. Dezember 1916 | 16 Unternehmungen ohne Versenkungen. Vereitelte am 16. November 1917 zusammen mit F 13 und zwei MAS den Angriff eines österreichisch-ungarischen Marineverbandes mit den beiden Schlachtschiffen der Monarch-Klasse, SMS Wien und SMS Budapest, auf italienische Küstenbatterien an der Mündung des Piave im Zuge der Zwölften Isonzoschlacht. Im September 1919 außer Dienst gestellt. |
| F 12 | Fiat San Giorgio, Muggiano | 29. Juli 1915      | 30. November 1916  | 26. Februar 1917  | 35 Unternehmungen unter Korvettenkapitän Tullio Bonamico. Versenkte am 4. Juli 1918 vor der Mündung des Tagliamento das österreichisch-ungarische U-Boot SM U 20. Am 20. Juli 1929 außer Dienst gestellt. |
| F 13 | Orlando, Livorno           | 30. September 1915 | 20. Mai 1917       | 5. August 1917    | 11 Unternehmungen. Vereitelte am 16. November 1917 zusammen mit F 11 den Angriff eines österreichisch-ungarischen Marineverbandes auf italienische Küstenbatterien an der Piave-Mündung. Dabei entzog es sich geschickt dem Angriff von gegnerischen Torpedobooten, wofür die Mannschaft belobigt wurde. F 13 wurde am 1. August 1935 außer Dienst gestellt. |
| F 14 | Odero, Sestri Ponente      | 2. Oktober 1915    | 23. Januar 1917    | 18. März 1917     | 35 Unternehmungen. War das einzige Boot der F-Klasse, das verloren ging. Die Mannschaft konnte sich durch einige wagemutige Aktionen im Krieg auszeichnen, auch wenn keine Versenkungen gelangen. So konnte das Boot unter anderem Anfang Juli 1918 die U-Boot-Sperren vor dem k.u.k. Kriegshafen Pola überwinden. Nach dem Waffenstillstand war F 14 in Sebenico stationiert. Am 5. August 1928 wurde das Boot bei einem Seemanöver vor Pola vom Zerstörer Missori der Pilo-Klasse gerammt und ging unter. Zwar gelang es das Boot nach 58 Stunden zu heben, die Besatzung konnte aber nur tot geborgen werden, da sie erstickt war. Das Unglück diente dem von Francesco De Robertis 1941 gedrehten Film Uomini sul fondo als Vorlage. |
| F 15 | Orlando, Livorno           | 7. Oktober 1915    | 27. Mai 1917       | 13. August 1917   | 15 Unternehmungen ohne Versenkungen. F 15 gehörte im September 1923 den italienischen Marineverbänden an, die an der Besetzung der Insel Korfu beteiligt waren. Wurde am 28. Mai 1928 außer Dienst gestellt. |
| F 16 | Odero, Sestri Ponente      | 4. Oktober 1915    | 19. März 1917      | 30. April 1917    | 9 Unternehmungen ohne Versenkungen. Am 28. Mai 1928 außer Dienst gestellt. |
| F 17 | Orlando, Livorno           | 14. Oktober 1915   | 3. Juni 1917       | 17. August 1917   | 6 Unternehmungen ohne Versenkungen. Das Boot operierte unter dem Kommando von Oberleutnant zur See Angelo Perona, späterer Admiral im Zweiten Weltkrieg und Kommandeur der BETASOM-Boote. F 17 wurde am 1. November 1929 außer Dienst gestellt. |
| F 18 | Odero, Sestri Ponente      | 7. Oktober 1915    | 15. Mai 1917       | 27. Juli 1917     | 10 Unternehmungen ohne Versenkungen. Das Boot gehörte im September 1923 den italienischen Marineverbänden an, die an der Besetzung der Insel Korfu beteiligt waren. Wurde am 1. November 1929 außer Dienst gestellt. |
| F 19 | Fiat San Giorgio, Muggiano | 23. September 1915 | 10. März 1918      | 24. April 1918    | 9 Unternehmungen ohne Versenkungen. Nahm nach Kriegsende an der Besetzung der Hafenstadt Umago in Istrien durch italienische Truppen teil. F 19 wurde am 2. Juni 1930 außer Dienst gestellt. |
| F 20 | Fiat San Giorgio, Muggiano | 10. September 1915 | 17. März 1918      | 7. Juni 1918      | 3 Unternehmungen ohne Versenkungen. Am 1. Juli 1935 außer Dienst gestellt. |
| F 21 | Fiat San Giorgio, Muggiano | 31. August 1915    | 19. Mai 1918       | 31. August 1918   | 2 Unternehmungen ohne Versenkungen. Am 1. Oktober 1930 außer Dienst gestellt. |